# Mara Meier
Mara Meier (* 1959 als Claudia Maria Meier in Zürich) ist eine Schweizer Schriftstellerin.

## Leben und Werk
Mara Meier wuchs in Trogen AR auf. Sie wanderte 1987 mit ihrem damaligen Mann, einem griechischen Mathematiker, nach Chile aus und studierte Botanik an der Universidad de Concepción. In Chile publizierte sie zu botanischen und vegetationsökologischen Themen und war Mitarbeiterin in Kulturprojekten der Mapuche. Nach ihrer Rückkehr in die Schweiz 1997 war sie in Basel und Solothurn als Bibliothekarin im Bereich Alte Drucke tätig. Mara Meier hat zwei erwachsene Söhne und wohnt mit ihrem Lebensgefährten in Solothurn.
Nach Kurzgeschichten in Zeitschriften und Anthologien erschien 2021 im eFeF-Verlag die erste Buchveröffentlichung von Mara Meier, ein Band mit Prosatexten unter dem Titel Vorläufig. Sie hat seither die Romanbiografien Im Sommer sind die Schatten blau über die Malerin Amanda Tröndle-Engel (2022) und Solange es noch Tag ist über den Druckereiunternehmer und Politiker Walter Trösch (2024) veröffentlicht, beide im Zytglogge Verlag, sowie 2024 den Roman Makrele vom Lachstyp (Caracol Verlag).
Mara Meier ist Mitglied im Verband Autorinnen und Autoren der Schweiz, im PEN Deutschschweiz und im Künstler*innenkollektiv Trop Cher To Share.

## Werke
- Vorläufig. Prosatexte. eFeF-Verlag, Wettingen 2021, ISBN 978-3-906199-22-1.
- Im Sommer sind die Schatten blau. Amanda Tröndle-Engel. Romanbiografie. Zytglogge Verlag, Basel 2022, ISBN 978-3-7296-5090-9.
- Makrele vom Lachstyp. Roman. Caracol Verlag, Warth 2024, ISBN 978-3-907296-32-5.
- Solange es noch Tag ist. Walter Trösch: Verleger, Sozialist und Pazifist. Romanbiografie. Zytglogge Verlag, Basel 2024, ISBN 978-3-7296-5166-1.

## Auszeichnungen (Auswahl)
- 2023 Writer in Residence, Franz-Edelmaier-Residenz für Literatur und Menschenrechte, Meran[5]
- 2018 Gewinnerin OpenNet der Solothurner Literaturtage[6]
- 2017 Text des Monats, Literaturhaus Zürich[7]